# Glocke und Hammer

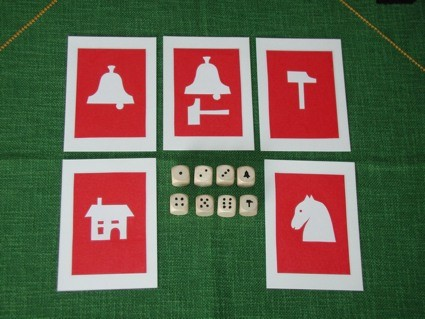
Glocke und Hammer

Glocke und Hammer oder Schimmel ist ein Würfelspiel.

## Geschichte

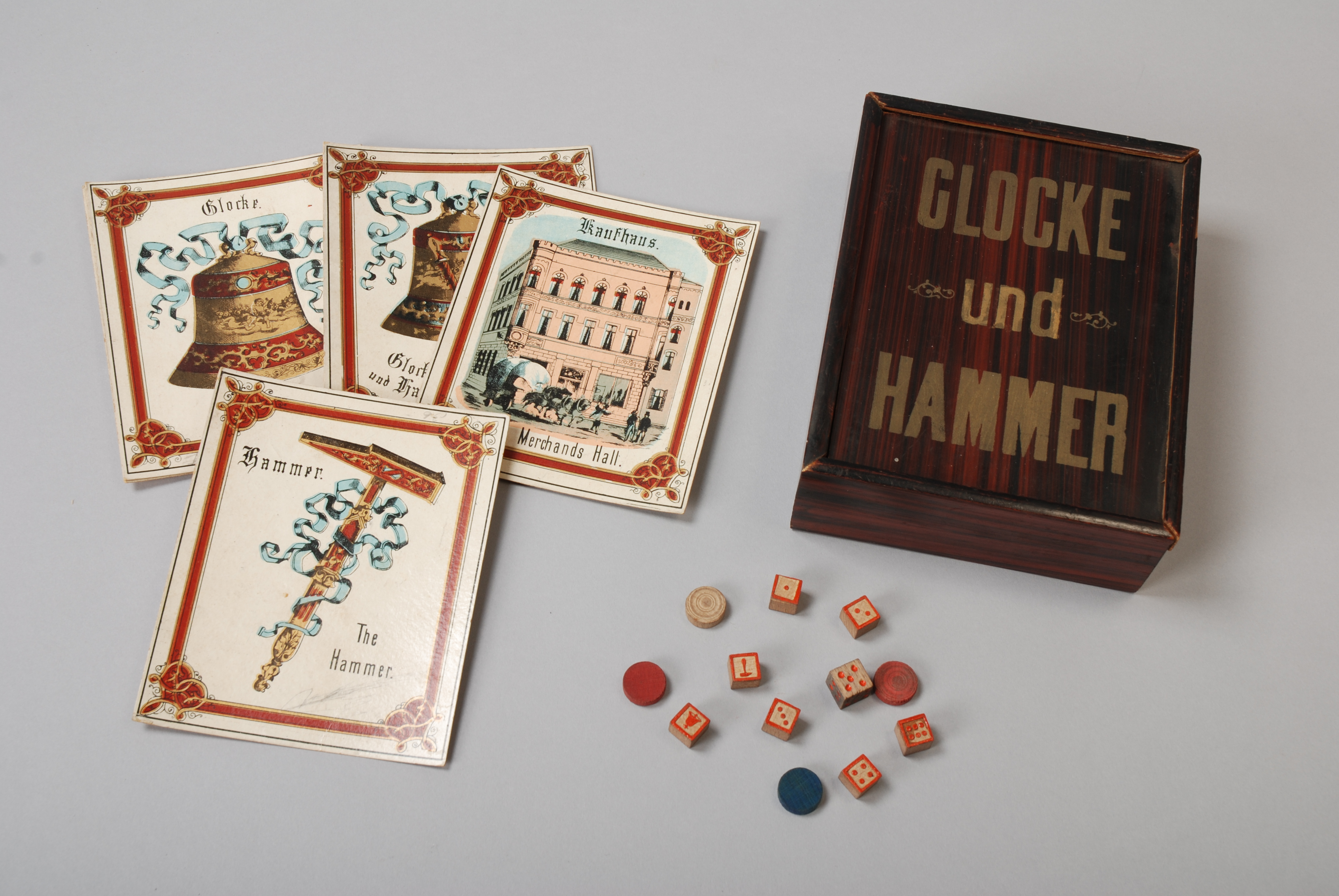
Deutsch-Englisches Spiel

Das Spiel kam zu Beginn des 19. Jahrhunderts auf und wurde innerhalb weniger Jahrzehnte auch über den deutschsprachigen Raum hinaus erfolgreich (engl.: Bell and Hammer oder White Horse, niederl.: Klok en hamer, franz.: Jeu du cheval blanc, span.: El juego del caballo blanco).
Besonders unter der jüdischen Bevölkerung war es ein beliebtes Gesellschaftsspiel während des Chanukka-Festes (so wie auch das Dreidel-Spiel). Nach 1945 verschwand das Spiel nahezu vollständig.

## Legenden zur Geschichte des Spiels
Oft wird angenommen, Erfinder sei der Wiener Kunsthändler Heinrich Friedrich Müller (1779–1848). Müller hat zur Verbreitung des Spiels beigetragen, aber nichts spricht für seine Urheberschaft.
Noch im 19. Jahrhundert taucht die Behauptung auf, das Spiel sei germanischen Ursprungs. Dieser Legende zufolge stellt die Schimmel-Karte Sleipnir dar, der Hammer sei Thors Hammer und die Glocke sei eine spätere Zutat aus christlicher Zeit. Schädler dagegen weist auf die unterschwellige erotische Konnotation der Bildsymbole hin.

## Die Regeln
Das nachstehende Reglement stützt sich auf folgende Quellen:
Erwin Glonnegger: Das große Spiele-Buch, Drei Magier Verlag 1999, auf Spielausgaben von Ravensburger und Stomo aus den Jahren 1950, 1960 und 1974 sowie auf die Website von Alan Winston.
Da diese Regeln einerseits vielfach voneinander abweichen, andererseits auch wiederum nicht alle möglichen Spielsituationen erklären, ist hier versucht, aus diesen Regelbeschreibungen ein konsistentes und vollständiges Regelwerk zu konstruieren.
Glocke und Hammer wird von zwei oder mehr, am besten von drei bis fünf Personen gespielt.

### Das Spielmaterial
Zum Spiel gehören acht Spielwürfel, fünf Spielkarten und Spielgeld oder Wertmarken in ausreichender Menge sowie ein Spielhammer für den Auktionator und eine Kasse.

#### Die Würfel
Die acht speziell gestalteten Würfel tragen jeweils nur auf einer ihrer sechs Flächen ein Wertsymbol, die übrigen fünf Flächen sind blank (d. h. leer). Sechs der Würfel sind mit den Augenzahlen eins bis sechs versehen (d. h. ein Würfel zeigt auf einer Seite sechs Augen und ist auf den anderen fünf Flächen leer, ein Würfel zeigt auf einer Seite die Augenzahl fünf und ist auf den anderen Flächen leer usw.), in gleicher Weise zeigt ein Würfel das Symbol „Glocke“ und ein anderer das Symbol „Hammer“.

#### Die Karten
Für das Spiel werden darüber hinaus fünf Bildkarten mit folgenden Darstellungen benötigt
- Glocke
- Hammer
- Glocke und Hammer
- Schimmel
- Wirtshaus

### Das Spiel
Vor Spielbeginn erhält jeder Spieler eine gleiche Anzahl von Spielmarken (z. B. 36 Stück), die überzähligen Spielmarken werden beiseitegelegt. Jeder Spieler zahlt einen Grundeinsatz (z. B. vier Spielmarken) in die Kasse.

#### Die Auktion
Die fünf Spielkarten werden versteigert, der jeweils Meistbietende zahlt den Kaufpreis in die Kasse. Die Karten werden in zufälliger Reihenfolge nach der Methode der englischen Auktion versteigert.

Ein Spieler kann eine, keine oder auch mehrere Karten ersteigern.

#### Die Gewinnausspielung

##### Vor Eröffnung des Wirtshauses
Die Spieler würfeln nun reihum mit allen acht Würfeln; je nach Ergebnis des Wurfes geschieht folgendes:
- Würfe ohne Augen
  - ohne Zeichen: Wirft ein Spieler „Schimmel“ (das heißt null Augen) und kein Zeichen, also weder „Glocke“ noch „Hammer“, so zahlt er an den Besitzer der „Schimmel“-Karte eine Marke. Wirft jedoch der Besitzer der „Schimmel“-Karte selbst einen „Schimmel“, so geschieht nichts, da der Spieler die Zahlung ja an sich selbst leisten müsste.
  - mit Zeichen: Wirft ein Spieler „Schimmel“ und ein Zeichen, so zahlt der Besitzer der entsprechenden Karte an den Besitzer der „Schimmel“-Karte eine Marke. Werden „Glocke“ und „Hammer“ geworfen, so zahlt der Besitzer der Karte „Glocke und Hammer“; wird nur „Glocke“ oder nur „Hammer“ geworfen, so zahlt der Besitzer der Karte „Glocke“ beziehungsweise der Besitzer der Karte „Hammer“. Wirft der Besitzer der „Schimmel“-Karte „Schimmel“ mit „Glocke“ oder „Hammer“ oder beidem, so gilt die obige Regel ebenso; besitzt der Spieler mit der „Schimmel“-Karte die entsprechende Karte aber selbst, so verfällt der Wurf (da er die Zahlung ja an sich selbst leisten müsste, vergleiche oben).
- Würfe mit Augen (Augensumme kleiner oder gleich Kasseninhalt)
  - ohne Zeichen: Wirft ein Spieler eine Augenzahl ohne Zeichen, so erhält er so viele Marken aus der Kasse wie der Augenzahl entsprechen.
  - mit Zeichen: Wirft ein Spieler eine Augenzahl mit Zeichen, so erhält der Besitzer der entsprechenden Karte so viele Marken aus der Kasse, wie der Augenzahl entsprechen.

Würfelt ein Spieler eine Augenzahl, die exakt dem aktuellen Kasseninhalt entspricht, so wird die Kasse geleert und das Spiel ist zu Ende.
Sobald erstmals ein Spieler eine Augenzahl würfelt, die größer als der aktuelle Kasseninhalt ist, wird das Wirtshaus eröffnet.

##### Nach Eröffnung des Wirtshauses
Die oben angeführten Regeln bezüglich der Würfe mit Augen (Augensumme kleiner oder gleich Kasseninhalt) bleiben allesamt in Kraft, zusätzlich gilt aber Folgendes:
- Würfe mit Augen (Augensumme größer als Kasseninhalt)
  - ohne Zeichen: Würfelt ein Spieler eine Augensumme, die größer als der aktuelle Kasseninhalt ist, ohne Zeichen, so hat der Spieler den entsprechenden Übertrag an den Wirt (d. h. den Besitzer der Wirtshauskarte) zu bezahlen. Würfelt jedoch der Wirt selbst eine solche Augensumme, so geschieht nichts.
  - mit Zeichen: Würfelt ein Spieler oder der Wirt eine Augensumme, die größer als der aktuelle Kasseninhalt ist, mit einem Zeichen, so hat der Besitzer der jeweiligen Karte den entsprechenden Übertrag an den Wirt zu bezahlen.
- Würfe ohne Augen: In diesem Punkt variieren die verschiedenen Spielbeschreibungen sehr stark. Während einige Anleitungen hier nicht unterscheiden, ob das Wirtshaus eröffnet ist oder nicht, verlangen viele andere Beschreibungen folgendes:
  - ohne Zeichen: Wirft ein Spieler „Schimmel“ ohne Zeichen, so zahlt der Besitzer der „Schimmel“-Karte eine Marke in die Kasse.
  - mit Zeichen: Wirft ein Spieler „Schimmel“ und ein Zeichen („Glocke“, „Hammer“ oder beides), so zahlt der Besitzer der entsprechenden Karte eine Marke in die Kasse.

#### Spielende
Wird die Kasse exakt geleert, so endet das Spiel.
Gehen einem Spieler während des Spiels die Spielmarken aus, so kann er versuchen, eine Karte zu verkaufen; hat er keine, so scheidet er aus.
Hinweis: Um den Wert der einzelnen Karten besser einschätzen zu können, ist es vorteilhaft, die gewonnenen Marken auf die entsprechende Karte zu häufen.

## Trivia
Der estnische Schriftsteller Rein Raud veröffentlichte 2017 einen Roman mit dem Titel Glocke und Hammer (Kell ja haamer, Tallinn 2017), in dem das Spiel eine symbolische Rolle einnimmt.